# NLab
 (juin 2023).
Le nLab est un wiki pour les notes, les exposés et le travail collaboratif (y compris la recherche originale) dans le cadre de la recherche en mathématiques, en physique et en philosophie. Le wiki met cependant l'accent sur la théorie des types, la théorie des catégories et la théorie de l'homotopie.

## Principe
Le nLab a été conçu pour recueillir les idées (et même les nouvelles recherches) avancées dans les commentaires des publications du n-Category Café, un blog géré (à l'époque) par John C. Baez, David Corfield et Urs Schreiber. Cependant, le nLab est devenu un projet indépendant, en incluant des projets de recherche et des éléments encyclopédique.
Associé au nLab, le nForum est un forum de discussion en ligne utilisé pour l'annonce de modifications du nLab, ainsi que la discussion et éventuellement l'amélioration de celle-ci. Il est plus généralement utilisé pour des discussions autour de sujets abordés dans le nLab. La meilleure façon de contacter le comité directeur du nLab est de poster sur le nForum. Un sous-projet expérimental du n Lab, Publications of the nLab, a été lancé, et a vocation à être une revue scientifique pour des articles de recherche vérifiés par un comité scientifique. Ils sont alors publiés en ligne et utilisent des liens hypertexte pour lier certains mots-clés à des articles du wiki principal.
Le nLab a été créé le 28 novembre 2008 par Urs Schreiber à l'aide du logiciel Instiki créé et maintenu par Jacques Distler. Depuis mai 2015, il fonctionne sur un serveur de l'Université Carnegie Mellon qui est financé dans le cadre de la bourse MURI Homotopy Type Theory de Steve Awodey.
Le nLab est répertorié sur MathOverflow comme une ressource mathématique en ligne à utiliser avant de poser des questions. De nombreuses questions de la FAQ renvoient au nLab dans le cas où les informations recherchées sont plutôt basiques. C'est l'un des deux wikis mentionnés par le physicien mathématicien John C. Baez dans sa revue des blogs mathématiques pour l'American Mathematical Society.
Il existe un comité de pilotage informel, qui « ne dirige pas le n Lab » mais doit anticiper les complications importantes pour l'ensemble du projet.

## nPOV
Le nLab explique adopter un nPOV, ou en français un "n-point-de-vue". Le nPOV, ou point de vue "sur-algébrique, homotopique et n-catégorique", consiste en "le constat que l'algèbre supérieure (ndt l'algèbre homotopique), la théorie de l'homotopie, la théorie des types, la théorie des catégories et la théorie des catégories supérieures ont une pléthore d'applications utiles". Le n dans nPOV ferait ainsi référence aux n-catégories (qu'on retrouve dans la théorie des catégories supérieures), aux n-groupoïdes (que l'on retrouve aussi bien dans la théorie de l'homotopie que dans la théorie des catégories supérieures) ou encore aux n-types (qu'on retrouve dans la théorie des types).